# Даньвыр
Даньвы́р — бывшая деревня в Балезинском районе Удмуртии, входит в Исаковское сельское поселение.
Находилась на берегу ручья — правого притока реки Ушур (приток Кеп).
В 2,5 километрах находится посёлок Ушур (Балезинский район).